# Anselm Grün
Anselm Grün, OSB (Baja Franconia, Baviera, Alemania; 14 de enero de 1945), es un monje, sacerdote, doctor en teología y escritor alemán, famoso por unir la espiritualidad tradicional cristiana con la psicología moderna. Reside en el Monasterio de Münsterschwarzach, siendo el encargado de asuntos financieros del mismo. 
Él es reconocido mundialmente por sus escritos sobre espiritualidad, siendo autor de más de 300 libros relativos al tema. Más de 14 millones de copias de sus libros han sido vendidas y traducidas a una treintena de idiomas. Además, dicta cursos y conferencias, incluidas charlas enfocadas al mundo empresarial.

## Vida

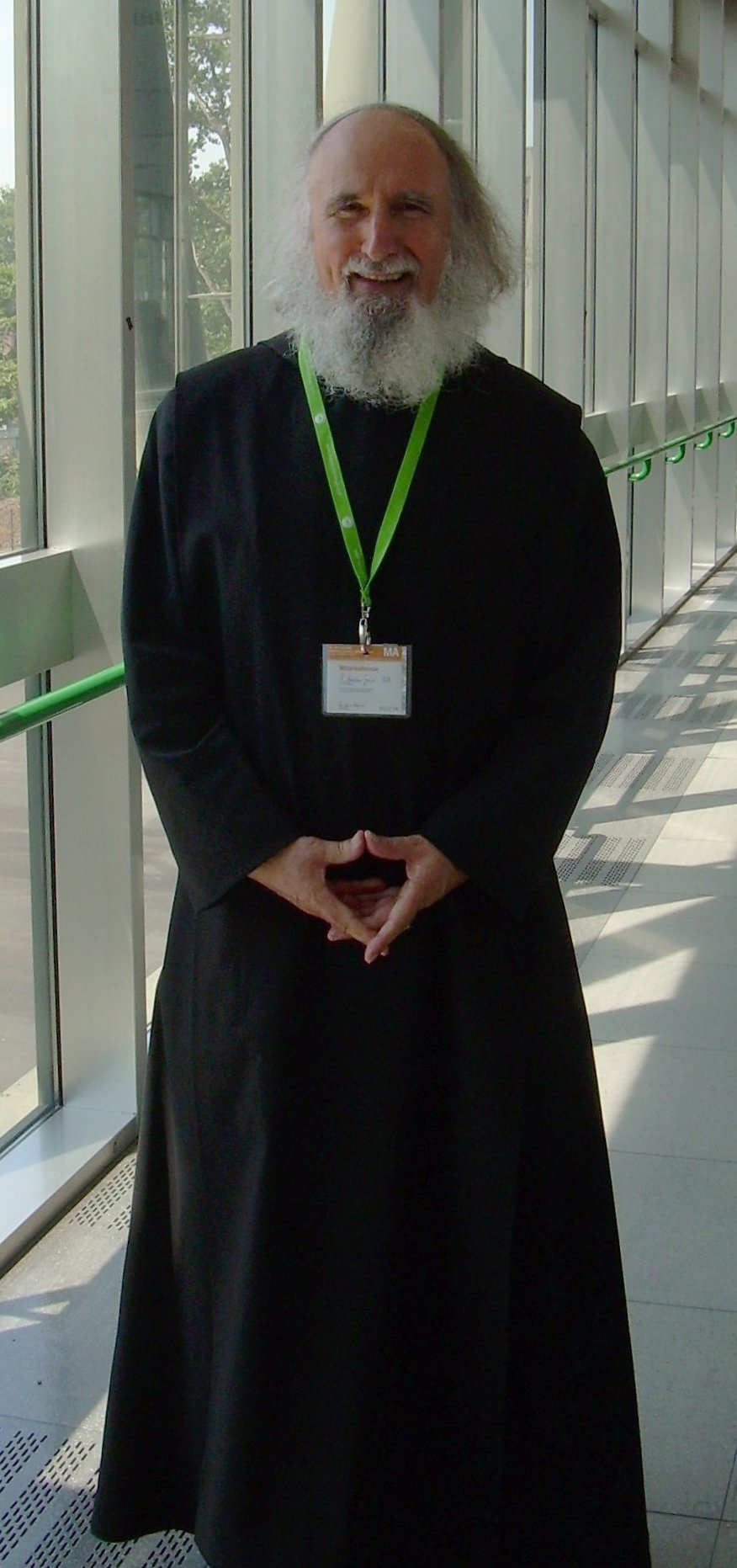
Anselm Grün.

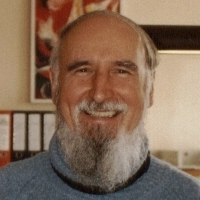
Anselm Grün, abril de 2005.

Anselm Grün terminó sus estudios secundarios en 1964 en la escuela de gramática de Würzburg. En el mismo año ingresó como novicio a la abadía benedictina de Münsterschwarzach. Entre 1965 y 1971 realizó sus estudios de filosofía y teología en la Archiabadía de Sankt Ottilien, Baviera y en Roma. 
En 1974 completó su doctorado en teología sobre Karl Rahner. Entre 1974 y 1976 estudió administración y negocios en Núremberg. 
Desde entonces ha sido el encargado de los asuntos financieros de la abadía de Münsterschwarzach, estando al frente de alrededor de 280 empleados y 20 empresas.

## Algunas de sus obras
- Los sueños de la vida. Desclée De Brouwer. 2012. ISBN 9788433025647. Archivado desde el original el 20 de junio de 2012.

- El espacio interior. Desclée De Brouwer. 2012. ISBN 9788433026002. Archivado desde el original el 9 de febrero de 2014.

- Los gestos de la oración. Desclée De Brouwer. 2012. ISBN 9788433026088. (enlace roto disponible en Internet Archive; véase el historial, la primera versión y la última).

- En camino hacia la libertad. Desclée De Brouwer. 2014. ISBN 9788433026866. Archivado desde el original el 8 de febrero de 2014.
- Els deu manaments. Camins vers la llibertat. Claret. novembre de 2007. ISBN 9788498460889. Archivado desde el original el 5 de febrero de 2023. Consultado el 22 de mayo de 2023.